# Antipatriotism

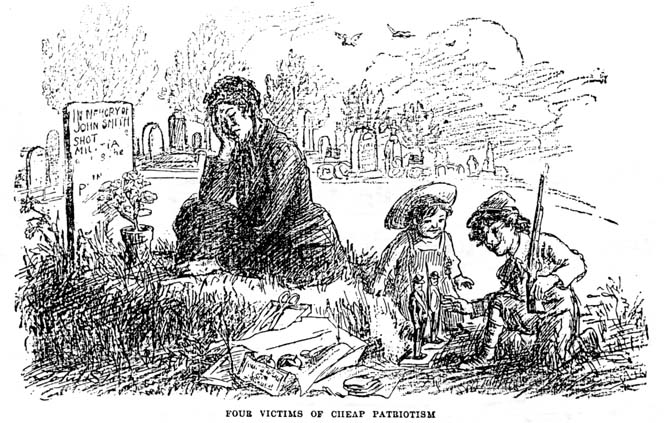
Fyra offer för billig patriotism (1910). Antikrigstecknad film som visar en änka som sörjer sin mans död tillsammans med deras barn som leker med ett leksaksgevär och soldater.

Antipatriotism är den ideologi som motsätter sig patriotism; den hänvisar vanligtvis till de med kosmopolitiska åsikter och är vanligtvis även av internationalistisk och antinationalistisk natur. Normalt sett härrör antipatriotism från tron att patriotism är fel eftersom människor födda i ett land, oavsett om de gillar det eller inte och oavsett sin individualitet, uppmuntras att älska landet eller offra sig för det; följaktligen kan människor som motsätter sig patriotism motsätta sig dess upplevda auktoritära inställning, medan andra kan tro att patriotism kan leda till krig på grund av geopolitiska tvister. Vanligtvis används denna term nedsättande av dem som försvarar patriotism eller nationalism, och termer som kosmopolitism eller världsmedborgarskap kan användas för att undvika den partiskhet som uppstår vid den typiska användningen av orden antinationalism eller antinationalist. Idén om flera sammanflätade kulturer har också ifrågasatts som antipatriotisk, men främst i mindre sociala gemenskaper: högskolor, universitet etc. Spionagelagen från 1917 och Seditionslagen från 1918 var lagar i USA som antogs efter första världskrigets inträde, för att rikta kritik mot individer som försökte hindra krigsinsatsen. De som gjorde det straffades och ansågs utföra antipatriotistiska handlingar.

## Anarkistiskt motstånd mot patriotism
Anarkister, framför allt anarkokommunister, tenderar att motsätta sig patriotism av flera skäl, inklusive:
- Tron på jämlikhet för alla människor
- Användningen av patriotism för att underkuva arbetarklassen
- Sambandet mellan patriotism och militarism
- Användningen av patriotism för att uppmuntra lojalitet mot staten

Emma Goldman sa:
Ja, inbilskhet, arrogans och egoism är patriotismens väsentliga kännetecken. Låt mig illustrera. Patriotism förutsätter att vår jordklot är uppdelat i små fläckar, var och en omgiven av en järngrind. De som har haft turen att födas på någon viss plats anser sig själva vara bättre, ädlare, storslagnare och mer intelligenta än de levande varelser som bebor någon annan plats. Det är därför en plikt för alla som bor på den valda platsen att slåss, döda och dö i försöket att påtvinga sin överlägsenhet över alla andra.
Den individualistiske anarkisten Hans Ryner uttryckte också sitt motstånd mot patriotism:
Antipatriotism var förnuftets och känslornas reaktion i det ögonblick då patriotismen regerade. Den antog olika former i enlighet med i vilken grad den mer eller mindre medvetet förlitade sig på individualism, på kärlek till alla människor, på kärlek till en enda man (som hos Camille, Horatiernas syster), eller till och med på en resonerad eller sentimental preferens för ett främmande lands lagar och moral.

## Antipatriotism i Japan
Kōtoku Shūsui, en berömd japansk anarkist från slutet av 1800-talet/början av 1900-talet, ägnade en stor del av sitt populära verk Imperialism, monster från 1900-talet åt ett fördömande av patriotism. Ett av de många argumenten bygger på det konfucianska värdet empati: "Jag är lika övertygad som Mencius om att vilken man som helst skulle rusa utan att tveka för att rädda ett barn som höll på att falla ner i en brunn... En människa som rörs av sådan osjälvisk kärlek och välgörenhet stannar inte upp för att fundera över om barnet är en familjemedlem eller en nära släkting. När han räddar barnet från fara frågar han sig inte ens om barnet är hans eget eller tillhör någon annan." Patriotism används för att avhumanisera andra som vi naturligtvis skulle ha empati för. Han menar att "[p]atriotism är en diskriminerande och godtycklig känsla som är begränsad till dem som tillhör en enda nationalstat eller lever tillsammans inom gemensamma nationella gränser", en känsla som odlas och används av militarister i deras strävan efter krig.

## Antipatriotism i Europa
Karl Marx uttalade det berömda att "Arbetarna har inget land" och att "proletariatets överhöghet kommer att få dem [nationella skillnader] att försvinna ännu snabbare." Samma uppfattning förespråkas av nutida trotskister som Alan Woods, som är "för att riva ner alla gränser och skapa ett socialistiskt världssamväld."